# Micreremites costipunctata
Micreremites costipunctata är en fjärilsart som beskrevs av George Francis Hampson 1907. Micreremites costipunctata ingår i släktet Micreremites och familjen nattflyn. Inga underarter finns listade i Catalogue of Life.